# Horror vacui
 Horror vacui лат. (изговор: хорор вакуи). Страх од празнине. (Аристотел)

## Поријекло изреке
Изрекао Аристотел, један о најзначајнијих  филозофа античке Грчке (четврти вијек прије нове ере) .

## Тумачење
Аристотел тумачи физички принцип да се вода у цијеви пење када се из ње  извалчи ваздух, зато што бјежи од празнине. (Пумпа)

## Дргуо значење
Данас значи и страх од пустог простора и самоће.